# Nematolepis
Genre
Nematolepis est un genre de buisson ou de petits arbres de la famille des Rutaceae endémique d'Australie

## Espèces
- Nematolepis elliptica (Paul G.Wilson) Paul G.Wilson
- Nematolepis frondosa (N.G.Walsh & Albr.) Paul G.Wilson
- Nematolepis ovatifolia (F.Muell.) Paul G.Wilson
- Nematolepis phebalioides Turcz.
- Nematolepis rhytidophylla (Albr. & N.G.Walsh) Paul G.Wilson
- Nematolepis squamea (Labill.) Paul G.Wilson -
- Nematolepis wilsonii (N.G.Walsh & Albr.) Paul G.Wilson